# 정태현
정태현(鄭台鉉, 1882년-1971년)은 대한민국의 박물학자, 식물학자다. 일제강점기 때부터 활동했다. 호는 하은(霞隱)이다.
1906년 수원농림학교에 입학하고 1908년 졸업하여 구한말 농상공부 임업권농모범장(수원 소재)에 발령되었다. 한일합방 이후 강등·감봉을 당하고, 조선 식물을 연구하던 일본 식물학자 나카이 다케노신의 조교로 취업했다. 정태현은 나카이와 함께 울릉도 탐사를 수행했고, 이들의 탐사 내용은 조선총독부에서 1918년 《울릉도 식물조사사》로 발행되었다. 그러나 이 탐사 과정에서 정태현은 나카이에게 거의 노예에 가까운 가혹한 처우를 받았다.
이후 임업시험장의 이시도야 쓰토무의 조교가 되었다. 조선 문화에 관심이 많던 이시도야는 나카이에 비해 보다 평등하고 호혜적으로 정태현을 대우했고, 《조선삼림수목감요》 공저자로 정태현의 이름을 올려주기도 했다. 하지만 이시도야가 경성제국대학 교수로 발령을 나감에 따라 재차 지위의 변동을 겪자 조선인이라는 자각을 가지고 실학을 비롯한 조선학 연구를 하는 한편 조선박물연구회에 《조선식물향명집》(1937년)을 출간하는 등의 활동을 했다.
독립 이후 전남대학교, 성균관대학교 교수를 역임하고 학술원 회원, 국민훈장 모란장, 5·16 민족상 학예부문 본상 등을 서훈받았다.